# Sadłóg
Sadłóg – wieś w Polsce położona w województwie kujawsko-pomorskim, w powiecie radziejowskim, w gminie Topólka.

## Podział terytorialny
W latach 1975–1998 miejscowość administracyjnie należała do województwa włocławskiego. Wieś sołecka – zobacz jednostki pomocnicze gminy Topólka w BIP.

## Demografia
Według Narodowego Spisu Powszechnego (III 2011 r.) liczyła 125 mieszkańców. Jest dwudziestą co do wielkości miejscowością gminy Topólka.

## Historia
Pierwsze wzmianki o miejscowości Sadłóg i o jej właścicielach znajdujemy w latach 1419-1420 w księgach sądowych brzeskich, są to informacje o Włodku z Sadłoga, jego ojcu Jakubie i o braciach Włodka – Piotrze i Chebdzie z Sadłoga zaliczanych do osięcińskiej linii Pomianów. Wśród dostojników, którzy sygnowali akt brzeski z 1433 roku, jako drugi podpis złożył Włodek z Sadłoga.
W dokumencie z 24 IX 1435 r. Dorota z Pniew, żona Mikołaja z Kościelca (chorążego inowrocławskiego) dokonała w Poznaniu zamiany dóbr z Janem z Pniew. Przekazała mu swą ojcowiznę czyli połowę Pniew z innymi dobrami za Powałkowice, Sadłóg i połowę Janiszewa w powiecie Brzeskim, za dopłatę 600 grzywien.
Właścicielem Sadłoga w latach 1560-1582 był Jan Lasocki. W roku 1789 jako właściciel widnieje Maciej Trzebuchowski. Rodzinnym gniazdem Trzebuchowskich był majątek Trzebuchowo na Kujawach na granicy teraźniejszego powiatu kolskiego. Według innych źródeł historycznych Sadłóg był wsią i folwarkiem położoną w powiecie nieszawskim, gminie Bytoń, parafia Witowo. W 1827 r. wieś posiadała młyn wodny, znajdowało się w niej 8 domów, w których mieszkało 83 mieszkańców.
W 1885 r. folwark Sadłóg liczył: 142 m² pokładów torfu, 598 mórg rozlewisk, 475 mórg gruntów rolnych i ogrodów, 92 morgi łąk, 8 mórg pastwisk oraz 20 mórg nieużytków. W tym samym roku we wsi było już 10 budynków murowanych i 4 z drewna oraz dwór murowany z gliny kryty strzechą. We wsi były także 2 studnie.